# یوروکورپس
یوروکورپس، سپاه اروپا یا نیروی واکنش سریع اروپا (انگلیسی: Eurocorps)، یک نیروی نظامی بین دولتی است. ستاد این نیرو که از حدود ۱۰۰۰ سرباز تشکیل شده در استراسبورگ، آلزاس، فرانسه مستقر است. ستاد مرکزی این سپاه در مه ۱۹۹۲ تأسیس شد، در اکتبر ۱۹۹۳ فعال شد و در سال ۱۹۹۵ عملیاتی اعلام شد. هستهٔ این نیرو تیپ فرانسه و آلمان است که در سال ۱۹۸۷ تأسیس شد. معاهده استراسبورگ، که در سال ۲۰۰۴ امضا شد هنگام مأموریت این سپاه در ۲۶ فوریه ۲۰۰۹ مبنای قانونی رسمی بودن آن بود.
در حال حاضر سپاه اروپایی در سطح اتحادیه اروپا تأسیس نشده‌است (که به عنوان سیاست امنیتی و دفاعی مشترک، CSDP باشد).
به عنوان مثال، این پروژه همکاری دائمی ساختار یافته (PESCO) CSDP نیست. سپاه اروپایی و دارایی‌های آن، هنگامی که مطابق با ماده ۴۲٫۳ معاهدهٔ اتحادیه اروپا (TEU) به عنوان یک نیروی چند ملیتی در دسترس قرار گیرند، ممکن است در اجرای CSDP مشارکت داشته باشند.